# Amanita sinicoflava
Amanita sinicoflava, conocida en inglés como mandarin yellow ringless amanita (amanita amarilla mandarina sin anillo), es una especie comestible de hongo perteneciente al amplio género Amanita.
Los cuerpos fructíferos presentan sombreros de color amarillo oliváceo o marrón oliváceo, con un diámetro que varía entre 2.5 y 7 centímetros (1 a 3 pulgadas). El margen del sombrero muestra estrías que se extienden aproximadamente un 40% de la distancia desde el borde hacia el centro. Las esporas son esféricas o casi esféricas, y miden típicamente entre 9.1 y 12.2 micrómetros (0.36 a 0.48 milésimas de pulgada) por 8.4 a 11.5 μm (0.33 a 0.45 milésimas de pulgada). El estípite (tallo) blanco está adornado con fibrillas ligeramente más oscuras, y en su base presenta restos en forma de saco de la volva. El epíteto específico sinicoflava significa “amarillo chino”, en referencia al color del sombrero.
Se encuentra en América del Norte y fue descrita como una nueva especie para la ciencia en 1998 por el micólogo Rodham Tulloss. Las colecciones tipo se realizaron en el condado de Sussex, Nueva Jersey. Este hongo crece en suelos arenosos, bajo árboles como el roble, pino rígido, arce rojo, roble blanco y roble negro.